# Zonosemata
Zonosemata is een geslacht van insecten uit de familie van de Boorvliegen (Tephritidae), die tot de orde tweevleugeligen (Diptera) behoort.

## Soorten
- Z. electa (Say, 1830)
- Z. vittigera (Coquillett, 1899)